# Myxobolus diaphanus
Myxobolus diaphanus is een microscopische parasiet uit de familie Myxobolidae. Myxobolus diaphanus werd in 1940 beschreven door Fantham, Porter & Richardson. 